# Raman Petruschenka
Raman Iwanawitsch Petruschenka (belarussisch Раман Іванавіч Петрушэнка; * 25. Dezember 1980 in Kalinkawitschy, Weißrussische SSR, Sowjetunion) ist ein ehemaliger belarussischer Kanute und Olympiasieger.

## Karriere
Raman Petruschenka nahm an drei Olympischen Spielen teil, bei denen er große Erfolge erzielte. Bei seinem Olympiadebüt 2004 in Athen trat Petruschenka im Zweier-Kajak und im Vierer-Kajak an. Gemeinsam mit Aljaksej Abalmassau, Wadsim Machneu und Dsjamjan Turtschyn erreichte er im Vierer-Kajak über 1000 Meter nach dem zweiten Platz im zweiten Vorlauf das Finale, in dem sie den sechsten Platz belegten. Im Kajak-Zweier ging er mit Wadsim Machneu auf der 500-Meter-Distanz an den Start und gewann mit ihm den zweiten Vorlauf. Im Finale blieben sie mit 1:27,996 Minuten nur 76 Hundertstel Sekunden hinter den zweitplatzierten Australiern Clint Robinson und Nathan Baggaley, womit sie die Bronzemedaille gewannen. Olympiasieger wurde das deutsche Duo Ronald Rauhe und Tim Wieskötter, die eine knappe Sekunde vor den Belarussen das Ziel erreichten. Auch bei den Olympischen Spielen 2008 in Peking sicherte sich Petruschenka mit Machneu im Zweier-Kajak auf der 500-Meter-Strecke die Bronzemedaille, hinter den diesmal  zweitplatzierten Rauhe und Wieskötter und den spanischen Olympiasiegern Saúl Craviotto und Carlos Pérez. Noch erfolgreicher verlief der Wettbewerb im Vierer-Kajak über 1000 Meter: mit Aljaksej Abalmassau, Wadsim Machneu und Artur Litwintschuk erreichte er zunächst als Dritter im ersten Vorlauf das Finale und schloss dieses dann mit einer Rennzeit von 2:55,714 Minuten vor dem Team aus der Slowakei und dem deutschen Vierer auf dem ersten Platz ab. 2012 nahm Petruschenka nur noch in einem Wettbewerb teil, dem 200-Meter-Sprint im Zweier-Kajak mit Wadsim Machneu. Die beiden zogen dank der Siege in ihrem Vorlauf und ihrem Halbfinale in den Endlauf ein, den sie mit 34,266 Sekunden auf dem zweiten Platz beendeten. Nur die beiden Russen Juri Postrigai und Alexander Djatschenko waren mit knapp 33,5 Sekunden schneller, während die Briten Liam Heath und Jon Schofield knapp 16 Hundertstel Sekunden langsamer als die beiden Belarussen waren. Bei der Schlussfeier der Spiele fungierte Petruschenka als Fahnenträger der belarussischen Delegation.
Petruschenka gewann bei Welt- und Europameisterschaften insgesamt 44 Medaillen und wurde dabei siebenmal Weltmeister und elfmal Europameister. 38 der 44 Medaillen gewann er bis 2015 mit Wadsim Machneu, der entweder sein Partner im Zweier-Kajak war oder ebenso wie Petruschenka im belarussischen Vierer-Kajak saß. Seinen ersten Titel bei Weltmeisterschaften gewann Petruschenka 2005 in Zagreb im Vierer-Kajak über 500 Meter. Zwei Jahre darauf sicherte er sich in Duisburg im Zweier-Kajak auf der 200-Meter-Distanz den Titel. Bei den Weltmeisterschaften 2009 in Dartmouth gewann er gleich vier Titel: im Zweier-Kajak über 200 und 500 Meter sowie im Vierer-Kajak über 200 und 1000 Meter. 2010 wiederholte er im Zweier-Kajak auf der 500-Meter-Distanz den Titelgewinn. Seine übrigen WM-Medaillen umfassen je fünf Silber- und Bronzemedaillen. Bei Europameisterschaften gelang ihm 2005 in Poznań der erste Titelgewinn, als er mit dem Vierer-Kajak auf der 500-Meter-Strecke als Erster die Ziellinie überquerte. Ebenfalls im Vierer-Kajak wurde er 2006 in Račice u Štětí über 200 Meter Europameister und sicherte sich auf dieser Strecke im Zweier-Kajak sowohl ein Jahr später in Pontevedra als auch 2008 in Mailand diesen Titel. In Mailand gewann er außerdem nochmals mit dem Vierer-Kajak auf der 200-Meter-Sprintstrecke die Meisterschaft. Seinen besten Wettkampf bei Europameisterschaften bestritt Petruschenka schließlich 2009 in Brandenburg an der Havel, wo er Europameister im Zweier-Kajak über 500 Meter sowie im Vierer-Kajak über 200 und auch 1000 Meter wurde. Drei weitere Meisterschaften gewann er 2010 in Corvera und 2011 in Belgrad mit dem Zweier-Kajak über 500 Meter und 2018 in Belgrad im Vierer-Kajak über 1000 Meter. Siebenmal wurde Petruschenka EM-Zweiter sowie neunmal EM-Dritter. Darüber hinaus vertrat er Belarus bei den Europaspielen in Baku, bei denen er zunächst mit Wital Bjalko im Zweier-Kajak über 1000 Meter Bronze gewann und über diese Distanz auch mit dem Vierer-Kajak Dritter wurde.